# 短柄筒距兰
短柄筒距兰（学名：Tipularia josephi），为兰科筒距兰属下的一个植物种。